# Oteng Oteng
Oteng Oteng (ur. 9 stycznia 1990) – botswański bokser, olimpijczyk.
W 2009 roku wywalczył brązowy medal na mistrzostwach Afryki w Vacoas-Phoenix w wadze muszej. W 2010 roku na igrzyskach Wspólnoty Narodów w Nowym Delhi zdobył krążek tego samego koloru.
W 2011 roku zdobył złoty medal na igrzyskach afrykańskich w Maputo. W tym samym roku wystąpił na organizowanych w Baku mistrzostwach świata, gdzie w drugiej rundzie odpadł po przegranej walce z późniejszym mistrzem świata Miszą Ałojanem.
W 2012 roku Oteng zwyciężył w afrykańskim turnieju kwalifikacyjnym na igrzyska olimpijskie w Londynie. Na igrzyskach odpadł w 1/16 przegrywając z reprezentantem Portoryko, Jeyvierem Cintrónem.
W 2014 roku wystąpił na igrzyskach Wspólnoty Narodów w Glasgow, gdzie odpadł w ćwierćfinale.